# Claudia Ferrè
Claudia Ferrè (Lissone, 20 giugno 1966) è un'allenatrice di ginnastica ed ex ginnasta italiana.
È tecnico federale e giudice nazionale, specializzata nell'insegnamento trave di equilibrio. Ha allenato infatti alcune delle più forti traviste italiane degli anni 2000, fra cui spiccano Ilaria Colombo (finalista europea nel 2005 e mondiale nel 2002 su questo attrezzo), Elisabetta Preziosa (finalista mondiale nel 2009 e bronzo europeo nel 2011), Carlotta Ferlito (argento europeo nel 2011, finalista europea e mondiale nel 2013) e Elisa Meneghini (finalista europea nel 2013).
Nel 1979, proveniente dalla Pro Lissone Ginnastica, è stata una delle prime ginnaste ad approdare alla GAL.
È stata allenatrice e direttrice tecnica del settore femminile della GAL Lissone fino al giugno 2018, momento in cui è stata sospesa dall'incarico. I motivi della rottura con la GAL non sono mai stati chiariti nei dettagli, ma il presidente della società Roberto Meloni affermò che il motivo era l'incapacità della Ferrè di far funzionare la squadra; nell'aprile di quell'anno, infatti, Elisa Meneghini, all'epoca ginnasta di spicco della GAL e della nazionale, senza preavviso e senza spiegazioni scelse di non presentarsi al collegiale nazionale in preparazione al Trofeo Città di Jesolo e, come reso noto da Meloni, smise anche di allenarsi; al momento del licenziamento della Ferrè Meneghini tornò invece ad allenarsi alla GAL.   
Fra il 2018 e il 2019 ha allenato presso il Centro Sport Bollate e alla PRO Lissone.
Dal 2020 allena presso la Ginnastica Treviolo, società fondata dall'ex ginnasta olimpionica Irene Castelli.
Fu convocata come allenatrice della delegazione italiana, insieme a Enrico Casella, alle Olimpiadi di Londra nel 2012, a cui parteciparono due ginnaste da lei co-allenate, Carlotta Ferlito e Elisabetta Preziosa.